# Oostenrijk op het wereldkampioenschap voetbal 1982
Oostenrijk was een van de 24 deelnemende landen aan het wereldkampioenschap voetbal 1982 dat in Spanje werd gehouden. Het Midden-Europese land nam voor de vijfde keer in de geschiedenis deel aan de WK-eindronde. De laatste keer was in 1978, toen Oostenrijk strandde in de tweede ronde, onder meer na een 5-1 nederlaag tegen Nederland.

## WK-kwalificatie
Oostenrijk plaatste zich in kwalificatiegroep 1 van de UEFA-zone door als tweede te eindigen achter West-Duitsland, met elf punten uit acht kwalificatieduels (vijf overwinningen, één gelijkspel en twee nederlagen).

|                                             |         |                              |            |                                                                                 |
| 24 september 1980 WK-kwalificatie 18:30 uur | Finland | 0 – 2                        | Oostenrijk | Olympiastadion, Helsinki Toeschouwers: 8.099 Scheidsrechter: Clive Thomas (WAL) |
| 24 september 1980 WK-kwalificatie 18:30 uur |         | 13' Kurt Jara 77' Kurt Welzl |            | Olympiastadion, Helsinki Toeschouwers: 8.099 Scheidsrechter: Clive Thomas (WAL) |

|                                            |                                                                                           |       |         |                                                                                 |
| 15 november 1980 WK-kwalificatie 15:00 uur | Oostenrijk                                                                                | 5 – 0 | Albanië | Prater Stadion, Wenen Toeschouwers: 31.000 Scheidsrechter: Rudolf Renngli (SUI) |
| 15 november 1980 WK-kwalificatie 15:00 uur | Bruno Pezzey 20' Walter Schachner 26' Walter Schachner 35' Kurt Welzl 57' Hans Krankl 85' |       |         | Prater Stadion, Wenen Toeschouwers: 31.000 Scheidsrechter: Rudolf Renngli (SUI) |

|                                           |         |                |            |                                                                                    |
| 6 december 1980 WK-kwalificatie 14:00 uur | Albanië | 0 – 1          | Oostenrijk | Qemal Stafastadion, Tirana Toeschouwers: 16.000 Scheidsrechter: László Pádár (HUN) |
| 6 december 1980 WK-kwalificatie 14:00 uur |         | 38' Kurt Welzl |            | Qemal Stafastadion, Tirana Toeschouwers: 16.000 Scheidsrechter: László Pádár (HUN) |

|                                         |                                           |       |            |                                                                                     |
| 29 april 1981 WK-kwalificatie 20:15 uur | West-Duitsland                            | 2 – 0 | Oostenrijk | Volksparkstadion, Hamburg Toeschouwers: 62.000 Scheidsrechter: Charles Corver (NED) |
| 29 april 1981 WK-kwalificatie 20:15 uur | Bernd Krauss 30' (e.d.) Klaus Fischer 36' |       |            | Volksparkstadion, Hamburg Toeschouwers: 62.000 Scheidsrechter: Charles Corver (NED) |

|                                       |                                      |       |           |                                                                                    |
| 28 mei 1981 WK-kwalificatie 15:30 uur | Oostenrijk                           | 2 – 0 | Bulgarije | Prater Stadion, Wenen Toeschouwers: 60.000 Scheidsrechter: Patrick Partridge (ENG) |
| 28 mei 1981 WK-kwalificatie 15:30 uur | Hans Krankl 32' (pen.) Kurt Jara 36' |       |           | Prater Stadion, Wenen Toeschouwers: 60.000 Scheidsrechter: Patrick Partridge (ENG) |

|                                        |                                                                                            |       |                |                                                                               |
| 17 juni 1981 WK-kwalificatie 19:00 uur | Oostenrijk                                                                                 | 5 – 1 | Finland        | Linzer Stadion, Linz Toeschouwers: 27.500 Scheidsrechter: Alojzy Jarguz (POL) |
| 17 juni 1981 WK-kwalificatie 19:00 uur | Herbert Prohaska 16' Herbert Prohaska 18' Hans Krankl 49' Kurt Welzl 56' Gernot Jurtin 65' |       | 71' Ari Valvee | Linzer Stadion, Linz Toeschouwers: 27.500 Scheidsrechter: Alojzy Jarguz (POL) |

|                                           |                      |       |                                                              |                                                                                |
| 14 oktober 1981 WK-kwalificatie 19:00 uur | Oostenrijk           | 1 – 3 | West-Duitsland                                               | Prater Stadion, Wenen Toeschouwers: 72.000 Scheidsrechter: Alexis Ponnet (BEL) |
| 14 oktober 1981 WK-kwalificatie 19:00 uur | Walter Schachner 15' |       | 17' Pierre Littbarski 20' Felix Magath 77' Pierre Littbarski | Prater Stadion, Wenen Toeschouwers: 72.000 Scheidsrechter: Alexis Ponnet (BEL) |

|                                            |           |       |            |                                                                                       |
| 11 november 1981 WK-kwalificatie 17:30 uur | Bulgarije | 0 – 0 | Oostenrijk | Vasil Levski Stadion, Sofia Toeschouwers: 35.000 Scheidsrechter: Michel Vautrot (FRA) |
| 11 november 1981 WK-kwalificatie 17:30 uur |           |       |            | Vasil Levski Stadion, Sofia Toeschouwers: 35.000 Scheidsrechter: Michel Vautrot (FRA) |

### Eindstand
| # | Team           | Pnt | Wed | W | G | V | DV | DT | DS  |
| - | -------------- | --- | --- | - | - | - | -- | -- | --- |
| 1 | West-Duitsland | 16  | 8   | 8 | 0 | 0 | 33 | 3  | +30 |
| 2 | Oostenrijk     | 11  | 8   | 5 | 1 | 2 | 16 | 6  | +10 |
| 3 | Bulgarije      | 9   | 8   | 4 | 1 | 3 | 11 | 10 | +1  |
| 4 | Albanië        | 2   | 8   | 1 | 0 | 7 | 4  | 22 | −18 |
| 5 | Finland        | 2   | 8   | 1 | 0 | 7 | 4  | 27 | −23 |

## Oefeninterlands
Oostenrijk speelde drie oefeninterlands in de aanloop naar het WK voetbal in Spanje, die alle werden gewonnen.

|                                           |                                   |       |                                                              |                                                                                  |
| 24 maart 1982 Vriendschappelijk 18:00 uur | Hongarije                         | 2 – 3 | Oostenrijk                                                   | Népstadion, Boedapest Toeschouwers: 40.000 Scheidsrechter: Edvard Sostaric (YUG) |
| 24 maart 1982 Vriendschappelijk 18:00 uur | Béla Váradi 61' Tibor Nyilasi 69' |       | 31' Hans Krankl 49' Walter Schachner 52' Roland Hattenberger | Népstadion, Boedapest Toeschouwers: 40.000 Scheidsrechter: Edvard Sostaric (YUG) |

|                                           |                                           |       |                       |                                                                              |
| 28 april 1982 Vriendschappelijk 19:00 uur | Oostenrijk                                | 2 – 1 | Tsjecho-Slowakije     | Prater Stadion, Wenen Toeschouwers: 16.000 Scheidsrechter: Miklós Nagy (HUN) |
| 28 april 1982 Vriendschappelijk 19:00 uur | Walter Schachner 30' Walter Schachner 44' |       | 90' František Jakubec | Prater Stadion, Wenen Toeschouwers: 16.000 Scheidsrechter: Miklós Nagy (HUN) |

|                                         |                   |       |            |                                                                               |
| 19 mei 1982 Vriendschappelijk 19:30 uur | Oostenrijk        | 1 – 0 | Denemarken | Prater Stadion, Wenen Toeschouwers: 13.500 Scheidsrechter: Bernd Stumpf (GDR) |
| 19 mei 1982 Vriendschappelijk 19:30 uur | Josef Degeorgi 4' |       |            | Prater Stadion, Wenen Toeschouwers: 13.500 Scheidsrechter: Bernd Stumpf (GDR) |

## Selectie
data corresponderend met situatie voorafgaand aan toernooi
| №                   | Naam                 | Geboortedatum | Caps | Goals | Club                | Duels | Goal | Kreeg geel | Kreeg voor de tweede keer geel en dus rood | Weggestuurd |
| Doel                | Doel                 | Doel          | Doel | Doel  | Doel                | Doel  | Doel | Doel       | Doel                                       | Doel        |
| ------------------- | -------------------- | ------------- | ---- | ----- | ------------------- | ----- | ---- | ---------- | ------------------------------------------ | ----------- |
| 1                   | Friedrich Koncilia   | 25/02/1948    | 60   | 0     | Austria Wien        | 5     | 0    | 0          | 0                                          | 0           |
| 21                  | Herbert Feurer       | 14/01/1954    | 7    | 0     | Rapid Wien          | 0     | 0    | 0          | 0                                          | 0           |
| 22                  | Klaus Lindenberger   | 28/05/1957    | 1    | 0     | LASK Linz           | 0     | 0    | 0          | 0                                          | 0           |
| Verdediging         |                      |               |      |       |                     |       |      |            |                                            |             |
| 2                   | Bernd Krauss         | 08/05/1957    | 5    | 0     | Rapid Wien          | 5     | 0    | 0          | 0                                          | 0           |
| 3                   | Erich Obermayer      | 23/01/1953    | 35   | 1     | Austria Wien        | 5     | 0    | 1          | 0                                          | 0           |
| 4                   | Josef Degeorgi       | 19/01/1960    | 3    | 1     | Admira Wacker       | 4     | 0    | 1          | 0                                          | 0           |
| 5                   | Bruno Pezzey         | 03/02/1955    | 53   | 6     | Eintracht Frankfurt | 5     | 1    | 0          | 0                                          | 0           |
| 12                  | Anton Pichler        | 04/10/1955    | 5    | 0     | Sturm Graz          | 1     | 0    | 1          | 0                                          | 0           |
| 15                  | Johann Dihanich      | 24/10/1958    | 8    | 0     | Austria Wien        | 0     | 0    | 0          | 0                                          | 0           |
| 17                  | Johann Pregesbauer   | 08/06/1958    | 4    | 0     | Rapid Wien          | 1     | 0    | 0          | 0                                          | 0           |
| 19                  | Heribert Weber       | 28/06/1955    | 27   | 0     | Rapid Wien          | 3     | 0    | 0          | 0                                          | 0           |
| Middenveld          |                      |               |      |       |                     |       |      |            |                                            |             |
| 6                   | Roland Hattenberger  | 07/12/1948    | 47   | 3     | Wacker Innsbruck    | 4     | 0    | 1          | 0                                          | 0           |
| 8                   | Herbert Prohaska     | 08/08/1955    | 57   | 8     | Inter Milaan        | 5     | 0    | 0          | 0                                          | 0           |
| 10                  | Reinhold Hintermaier | 14/02/1956    | 10   | 0     | FC Nürnberg         | 5     | 1    | 1          | 0                                          | 0           |
| 11                  | Kurt Jara            | 14/10/1950    | 55   | 14    | Grasshoppers Zürich | 1     | 0    | 0          | 0                                          | 0           |
| 14                  | Ernst Baumeister     | 22/01/1957    | 11   | 0     | Austria Wien        | 4     | 0    | 0          | 0                                          | 0           |
| 16                  | Gerald Messlender    | 01/10/1961    | 0    | 0     | Admira Wacker       | 0     | 0    | 0          | 0                                          | 0           |
| Aanval              |                      |               |      |       |                     |       |      |            |                                            |             |
| 7                   | Walter Schachner     | 01/02/1957    | 33   | 13    | AC Cesena           | 5     | 2    | 1          | 0                                          | 0           |
| 9                   | Hans Krankl          | 14/02/1953    | 61   | 33    | Rapid Wien          | 4     | 1    | 0          | 0                                          | 0           |
| 13                  | Maximilian Hagmayr   | 16/11/1956    | 6    | 0     | Vöest Linz          | 1     | 0    | 0          | 0                                          | 0           |
| 18                  | Gernot Jurtin        | 04/10/1955    | 5    | 1     | Sturm Graz          | 2     | 0    | 0          | 0                                          | 0           |
| 20                  | Kurt Welzl           | 06/11/1954    | 19   | 10    | Valencia CF         | 3     | 0    | 0          | 0                                          | 0           |
| Bondscoaches        |                      |               |      |       |                     |       |      |            |                                            |             |
| Vlag van Oostenrijk | Felix Latzke         | 01/02/1942    |      |       | Trainer             |       |      |            |                                            |             |
| Vlag van Oostenrijk | Georg Schmidt        | 07/04/1927    |      |       | ÖFB-Teamchef        |       |      |            |                                            |             |

## WK-wedstrijden

### Groep B
|                                |       |           |                      |                                                                                            |
| 17 juni WK-eindronde 17:15 uur | Chili | 0 – 1     | Oostenrijk           | Estadio Carlos Tartiere, Oviedo Toeschouwers: 22.500 Scheidsrechter: Juan Cardellino (URU) |
| 17 juni WK-eindronde 17:15 uur |       | (details) | 21' Walter Schachner | Estadio Carlos Tartiere, Oviedo Toeschouwers: 22.500 Scheidsrechter: Juan Cardellino (URU) |

|                                |                                      |           |          |                                                                                          |
| 21 juni WK-eindronde 17:15 uur | Oostenrijk                           | 2 – 0     | Algerije | Estadio Carlos Tartiere, Oviedo Toeschouwers: 22.000 Scheidsrechter: Tony Boskovic (AUS) |
| 21 juni WK-eindronde 17:15 uur | Walter Schachner 55' Hans Krankl 67' | (details) |          | Estadio Carlos Tartiere, Oviedo Toeschouwers: 22.000 Scheidsrechter: Tony Boskovic (AUS) |

|                                |                    |           |            |                                                                                    |
| 25 juni WK-eindronde 17:15 uur | West-Duitsland     | 1 – 0     | Oostenrijk | Estadio El Molinón, Gijón Toeschouwers: 41.000 Scheidsrechter: Bob Valentine (SCO) |
| 25 juni WK-eindronde 17:15 uur | Horst Hrubesch 10' | (details) |            | Estadio El Molinón, Gijón Toeschouwers: 41.000 Scheidsrechter: Bob Valentine (SCO) |

### Eindstand
| Land           | Wed | Win | Gel | Ver | DV | DT | +/− | Pnt |
| -------------- | --- | --- | --- | --- | -- | -- | --- | --- |
| West-Duitsland | 3   | 2   | 0   | 1   | 3  | 1  | 2   | 4   |
| Oostenrijk     | 3   | 2   | 0   | 1   | 6  | 3  | 3   | 4   |
| Algerije       | 3   | 2   | 0   | 1   | 5  | 5  | 0   | 4   |
| Chili          | 3   | 0   | 0   | 3   | 3  | 8  | –5  | 0   |

### Groep 4
|                                |                      |           |            |                                                                                            |
| 28 juni WK-eindronde 17:15 uur | Frankrijk            | 1 – 0     | Oostenrijk | Estadio Vicente Calderón, Madrid Toeschouwers: 37.000 Scheidsrechter: Károly Palotai (HUN) |
| 28 juni WK-eindronde 17:15 uur | Bernard Genghini 39' | (details) |            | Estadio Vicente Calderón, Madrid Toeschouwers: 37.000 Scheidsrechter: Károly Palotai (HUN) |

|                               |                                           |           |                                       |                                                                                          |
| 1 juli WK-eindronde 17:15 uur | Oostenrijk                                | 2 – 2     | Noord-Ierland                         | Estadio Vicente Calderón, Madrid Toeschouwers: 20.000 Scheidsrechter: Adolf Prokop (GDR) |
| 1 juli WK-eindronde 17:15 uur | Bruno Pezzey 50' Reinhold Hintermaier 68' | (details) | 27' Billy Hamilton 75' Billy Hamilton | Estadio Vicente Calderón, Madrid Toeschouwers: 20.000 Scheidsrechter: Adolf Prokop (GDR) |

### Eindstand
| Land          | Wed | Win | Gel | Ver | DV | DT | +/− | Pnt |
| ------------- | --- | --- | --- | --- | -- | -- | --- | --- |
| Frankrijk     | 2   | 2   | 0   | 0   | 5  | 1  | 4   | 4   |
| Oostenrijk    | 2   | 0   | 1   | 1   | 2  | 3  | –1  | 1   |
| Noord-Ierland | 2   | 0   | 1   | 1   | 3  | 6  | –3  | 1   |

ÖFB · A-internationals · Selecties · Bondscoaches · Oostenrijks vrouwenelftal · Olympisch elftal · Oostenrijk U21 · Oostenrijk U20 · Oostenrijk U19 · Oostenrijk U18 · Oostenrijk U17 · Oostenrijk U16 · Vrouwen U17
1902 – 1919 ·
1920 – 1929 ·
1930 – 1939 ·
1940 – 1949 ·
1950 – 1959 ·
1960 – 1969 ·
1970 – 1979 ·
1980 – 1989 ·
1990 – 1999 ·
2000 – 2009 ·
2010 – 2019 ·
2020 – 2029
EK's: 2008 · 
2016 · 
2020 · 
2024
WK's: 1934 · 
1954 · 
1958 · 
1978 · 
1982 · 
1990 · 
1998
OS: 1912 ·
1936 ·
1948 ·
1952
1902 · 
1903 · 
1904 · 
1905 · 
1906 · 
1907 · 
1908 · 
1909 · 
1910 · 
1911 · 
1912 · 
1913 · 
1914 · 
1915 · 
1916 · 
1917 · 
1918 · 
1919 · 
1920 · 
1921 · 
1922 · 
1923 · 
1924 · 
1925 · 
1926 · 
1927 · 
1928 · 
1929 · 
1930 · 
1931 · 
1932 · 
1933 · 
1934 · 
1935 · 
1936 · 
1937 · 
1938 · 1939 · 1940 · 1941 · 1942 · 1943 · 1944 · 1945 · 
1946 · 
1947 · 
1948 · 
1949 · 
1950 · 
1952 · 
1952 · 
1953 · 
1954 · 
1955 · 
1956 · 
1957 · 
1958 · 
1959 · 
1960 · 
1961 · 
1962 · 
1963 · 
1964 · 
1965 · 
1966 · 
1967 · 
1968 · 
1969 · 
1970 · 
1971 · 
1972 · 
1973 · 
1974 · 
1975 · 
1976 · 
1977 · 
1978 · 
1979 · 
1980 · 
1981 · 
1982 · 
1983 · 
1984 · 
1985 · 
1986 · 
1987 · 
1988 · 
1989 · 
1990 ·
1991 · 
1992 · 
1993 · 
1994 · 
1995 · 
1996 · 
1997 · 
1998 · 
1999 · 
2000 · 
2001 · 
2002 · 
2003 · 
2004 · 
2005 · 
2006 · 
2007 · 
2008 · 
2009 · 
2010 · 
2011 · 
2012 · 
2013 · 
2014 · 
2015 · 
2016 · 
2017 · 
2018 · 
2019 · 
2020 · 
2021 ·
2022
Albanië ·
Algerije ·
Andorra ·
Argentinië ·
Azerbeidzjan ·
België ·
Bosnië en Herzegovina ·
Brazilië ·
Bulgarije ·
Canada ·
Chili ·
Costa Rica ·
Cyprus ·
Denemarken ·
DDR ·
Duitsland ·
Egypte ·
Engeland ·
Estland ·
Faeröer ·
Finland ·
Frankrijk ·
Georgië ·
Ghana ·
Griekenland ·
Hongarije ·
Ierland ·
IJsland ·
Iran ·
Israël ·
Italië ·
Ivoorkust ·
Japan ·
Joegoslavië ·
Kameroen ·
Kazachstan ·
Kroatië ·
Letland ·
Liechtenstein ·
Litouwen ·
Luxemburg ·
Malta ·
Moldavië ·
Montenegro ·
Nederland ·
Nigeria ·
Noord-Ierland ·
Noord-Macedonië ·
Noorwegen ·
Oekraïne ·
Paraguay ·
Peru ·
Polen ·
Portugal ·
Roemenië ·
Rusland ·
San Marino ·
Schotland ·
Servië ·
Slovenië ·
Slowakije ·
Sovjet-Unie ·
Spanje ·
Trinidad en Tobago ·
Tsjechië ·
Tsjecho-Slowakije ·
Tunesië ·
Turkije ·
Uruguay ·
Venezuela ·
Verenigde Staten ·
Wales ·
Wit-Rusland ·
Zweden ·
Zwitserland
Algerije (1982) · 
Chili (1982) · 
Duitsland (2008) · 
Frankrijk (1982) · 
Hongarije (2016) · 
Italië (2021) · 
Kroatië (2008) · 
Nederland (2021) · 
Noord-Ierland (1982) · 
Noord-Macedonië (2021) · 
Oekraïne (2021) · 
Polen (2008) ·  
Portugal (2016) · 
West-Duitsland (1982)